# Soundbite
Soundbite (auch Sound bite) ist ein englischer Ausdruck für ein kurzes einprägsames Zitat.
In der Fernseh- und Radioberichterstattung beschreibt der Ausdruck einen sehr kurzen Wortbeitrag, der aus einem längeren Beitrag herausgenommen wurde. Das Zitat kann sowohl von einem ansonsten unbekannten Menschen als auch einer bekannten Persönlichkeit stammen, wichtig ist, dass es die Aussage zu einem Thema auf den Punkt bringt.
Beispiele für Soundbites sind:
- John F. Kennedys Ausspruch: „Ich bin ein Berliner“ in seiner Rede am 26. Juni 1963[1]
- Martin Luther Kings Worte:  „I Have a Dream“ in seiner Rede am 28. August 1963
- Ronald Reagans Ausspruch: „Tear down this wall!“ („Reißen Sie diese Mauer nieder!“) am 12. Juni 1987 in West-Berlin
- George H. W. Bushs Ausspruch: „Read my lips: no new taxes“ in seiner Rede am 18. August 1988
- Barack Obamas  Wahlkampf-Slogan: „Yes We Can“, erstmals von ihm ausgesprochen bei einer Vorwahl-Rede am 8. Januar 2008
- Angela Merkels Ausspruch: „Wir schaffen das“ auf einer Bundespressekonferenz am 31. August 2015

Gerade das letzte Beispiel macht deutlich, welche Bedeutung einem Soundbite aus dem Bereich der Politik in den Medien zukommt, denn ein Soundbite kann hervorragende Rhetorik sein und trotzdem kann eine Rede leicht auf diesen kleinen Ausschnitt reduziert werden und alle weiteren Aussagen geraten in Vergessenheit. Politische Reden werden deswegen von Spin-Doctoren unter Umständen genau auf solch eingängige Worte hin gestaltet. Ein Soundbite kann als moderne medienfähige Version eines Geflügelten Wortes betrachtet werden, sollte aber immer auch kritisch hinterfragt werden.